# Ulla Henningsen
Ulla Henningsen, född 7 mars 1951 i Kalundborg, är en dansk skådespelare och sångerska. Henningsen är känd för sin roll som Iben Skjold Hansen i TV-serien Matador.

## Biografi
Henningsen är dotter till assessorn Carl Henning Henningsen och bokhandlaren Anna Lise Christiansen. Hon utbildades på Århus Teaters elevskola 1970–1972 och var därefter knuten till denna teater till 1977. Hon medverkade i musikaler som No, no Nanette (1973) och Cabaret (1976) samt i uppsättningar av Bertolt Brechts Den kaukasiska kritcirkeln och Mahoganny.
Sedan 1977 har Ulla Henningsen främst verkat på Det Danske Teater och i Köpenhamn, då främst på Betty Nansen Teatret. Hon har medverkat i uppsättningar av Molières Tartuffe, Jean Anouilhs Den dobbelte kærlighed, Lars Noréns Löven i Valombrosa och Suzanne Brøggers Efter orgiet (1993) samt i Shakespeares Trettondagsafton (1979), Macbeth (1985), Så tuktas en argbigga (1991) och i uppsättningen av Hamlet på Det Kongelige Teater. Hon gjorde stor succé i Willy Russells musikal Blodsbröder 1986.
Henningsens första TV-framträdande var i miniserien Søndage med Karl og Gudrun (1974). Hon har även medverkat i flera filmer och debuterade i Vinterbarn (1978) med en statistroll. Hon hade en biroll i ungdomsfilmen Skit i traditionerna (1979) samt en av huvudrollerna i farsen Undskyld vi er her (1980) och en biroll i ungdomsfilmen Har du set Alice? (1981).
Ulla Henningsens största genombrott kom med TV-serien Matador (1978–1982), där hon spelade advokatdottern Iben Skjold Hansen. Hon har även medverkat i TV-serierna Mor er Major (1985) och Alle elsker Debbie (1987). Vid samma tidpunkt medverkade hon även i filmerna Jeg elsker dig (1987), Hip hip hurra! (1987) och Negerkys og labre farver (1987), varav i de två förstnämnda som huvudrollsinnehavare. Efter att ha medverkat i dramat Skuggan av Emma (1988) och ungdomsfilmen 17 op – Sallys Bizniz (1989) som birollsinnehavare fick hon återigen huvudroller i TV-serierna Dr. Dip (1990) och Kalla mig Liva (1992), varav den senare blev en stor succé.
Henningsen har även en karriär som jazzsångerska. Hon gav ut albumet Kald mig Liva (1992), som var en samling av de tolkningar hon gjorde av Liva Weels sånger i Kalla mig Liva. Hon medverkade i Dansk Melodi Grand Prix 1995 med låten "Du kysser som en drøm", som var komponerad av Anne Linnet. Hon hamnade på en tredjeplats. Hon gav ut albumet The Man I Love 1996 och har turnerat tillsammans med Nikolaj Hess. Hon har även komponerat musik till bland annat Henrik Nordbrandts dikter. Det senaste albumet, Skønne Spildte Dage, släpptes 2007.

## Filmografi i urval
- Vinterbarn (1978)
- Skit i traditionerna (1979)
- Matador (1979-1981) (TV-serie)
- Jeg elsker dig (1987)
- Hip Hip Hurra! (1987)
- Skuggan av Emma (1988)
- Kalla mig Liva (1992) (TV-film)
- Blank päls och starka tassar (1993) (TV-film)
- Väninnor (1997) (TV-film)
- Mordkommissionen (2004) (TV-serie)
- Daisy Diamond (2007)
- Sjuksystrarna på Fredenslund (2019) (TV-serie)

## Utmärkelser
- Henkel-Prisen (1980)
- Tagea Brandts Rejselegat (1991)
- Johanne Luise Heibergs Mindelegat (1991)
- Olaf Poulsens Mindelegat (1993)
- Liva Weels Jubilæumslegat (1994)